# Quốc kỳ Mông Cổ
Quốc kỳ Mông Cổ (tiếng Mông Cổ: Монгол улсын төрийн далбаа) có ba sọc đứng đỏ - xanh dương - đỏ. Màu đỏ và xanh dương là hai màu truyền thống của dân tộc Mông Cổ, được sửng dụng rộng rãi trong trang phục hay lễ hội. Theo quan điểm của họ màu đỏ biểu trưng cho thắng lợi và sự vui vẻ, màu xanh dương biểu trưng cho sự trung thành. Bên cạnh đó, hình vẽ màu vàng ở góc trái là Soyombo - tượng trưng cho độc lập tự do của dân tộc.
Quốc kỳ của Mông Cổ hiện nay đã được chọn dùng vào ngày 12 tháng 2 năm 1992.

## Các lá cờ trước đây

Quốc kỳ Mông Cổ thuộc Thanh từ 1636 đến 1889
Quốc kỳ Mông Cổ thuộc Thanh từ 1889 đến 1911
Quốc kỳ Đại hãn quốc Mông Cổ từ 1911 đến 1920
Quốc kỳ Trung Hoa Dân Quốc thời kỳ Trung Hoa Dân Quốc chiếm đóng Mông Cổ từ năm 1920 đến năm 1921
Quốc kỳ Cộng hòa Nhân dân Mông Cổ từ 1921 đến 1924
Quốc kỳ Cộng hòa Nhân dân Mông Cổ từ 1924 đến 1940
Quốc kỳ Cộng hòa Nhân dân Mông Cổ từ 1924 đến 1930
Quốc kỳ Cộng hòa Nhân dân Mông Cổ từ 1930 đến 1940
Quốc kỳ Cộng hòa Nhân dân Mông Cổ từ 1940 đến 1945
Quốc kỳ Cộng hòa Nhân dân Mông Cổ từ 1945 đến 1992
Quốc kỳ Mông Cổ từ 1992 đến 2011
Quốc kỳ Mông Cổ từ 2011 đến nay